# Acheilognathus imfasciodorsalis
Acheilognathus imfasciodorsalis là loài cá nước ngọt thuộc họ Cá chép. Đây là loài đặc hữu của Việt Nam.